# Rodrigo Gil de Hontañón

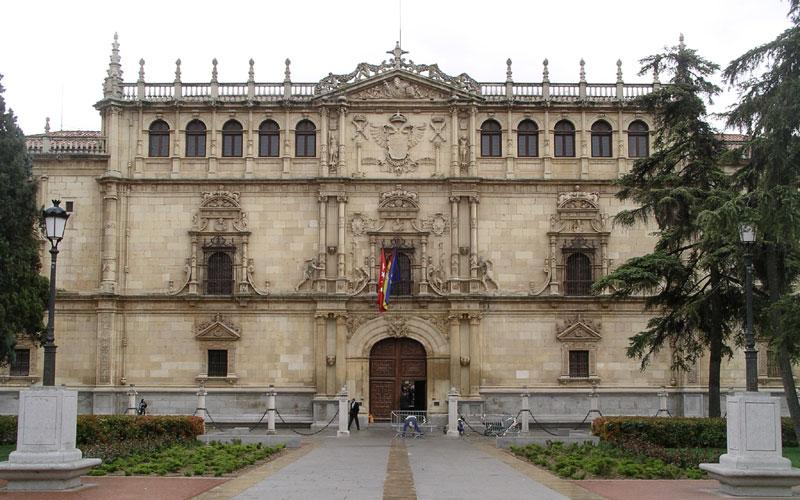
Façana del Col·legi Major de Sant Ildefons, actualment seu de la Universitat d'Alcalá de Henares, l'obra més coneguda de Rodrigo Gil de Hontañón.

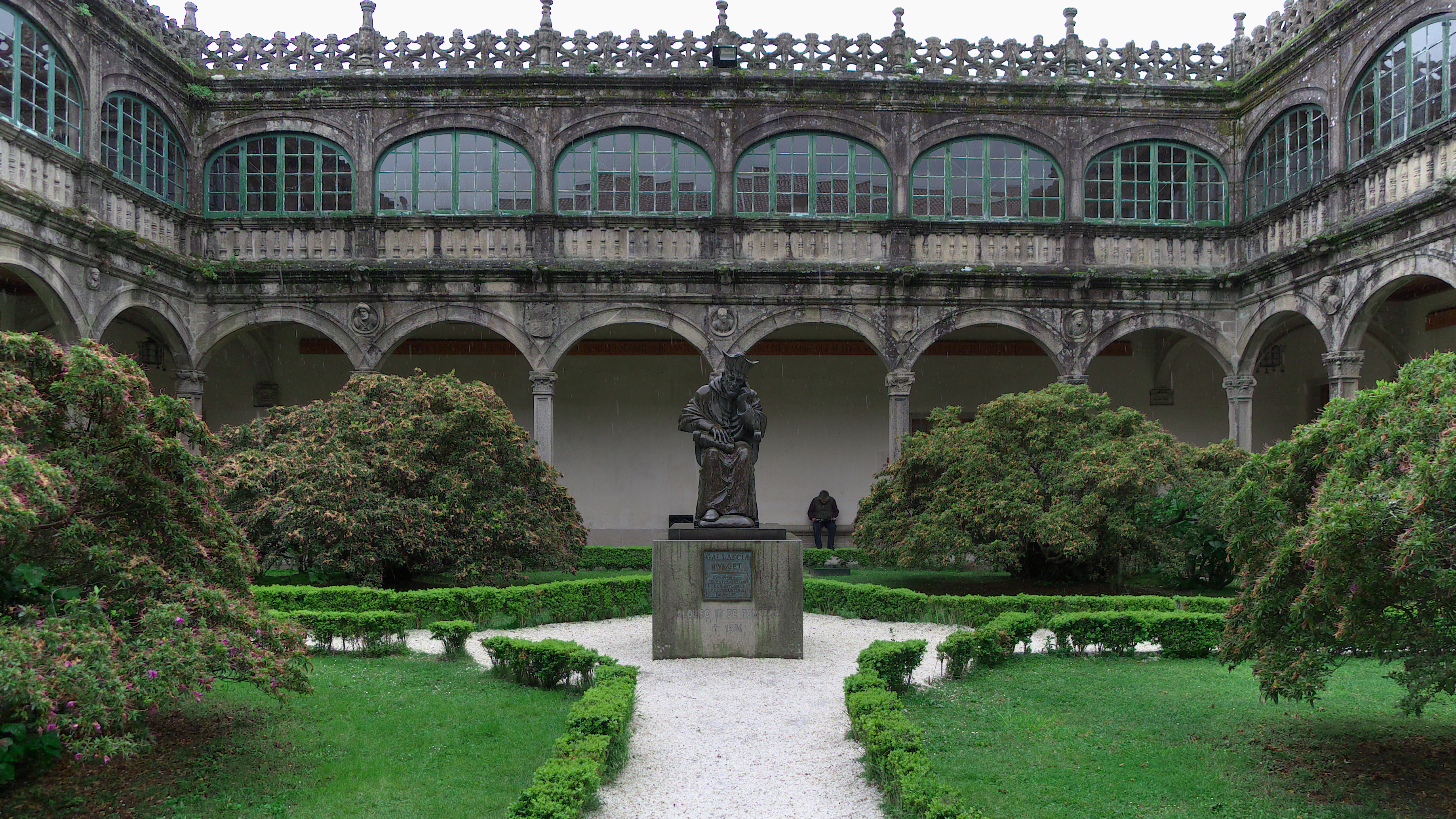
Pati del Col·legi de Santiago Alfeo o de Fonseca, obra de Rodrigo Gil de Hontañón

Rodrigo Gil de Hontañón (Rascafría, Segòvia, actualment Comunitat de Madrid; 1500 - Segòvia; 1577), fou un arquitecte renaixentista espanyol, d'origen càntabre. Considerat com un dels millors arquitectes espanyols del segle xvi, el seu estil personal ha influït en l'obra d'arquitectes moderns com Antonio Palacios. La seva obra simbolitza la coexistència entre el gòtic tardà i el classicisme renaixentista, i alhora, la superació del medievalisme a Espanya.

## Biografia
Va néixer a 1500 a Rascafría, en una família dedicada a l'arquitectura i la construcció. Era fill del mestre picapedrer Juan Gil de Hontañón i germà de Juan Gil de Hontañón el Jove, però Rodrigo va sobresortir respecte als anteriors. Va treballar en els seus primers anys amb el seu pare amb el qual va col·laborar en obres com la Col·legiata de Santa Maria de Valladolid el 1527. El 1533 va realitzar la seva primera obra individual, la Col·legiata de Santa Maria, a Villafranca del Bierzo, amb una decoració pròpia del plateresc. Va succeir el seu pare el 1526 en la direcció de les obres de la Catedral de Segòvia, de la qual va ser mestre major, i així mateix ho va ser de la Catedral de Salamanca a partir de 1538.
La seva importància, però, la deu a l'arquitectura civil. Va realitzar el Palau de Monterrey de Salamanca, amb una magnífica façana plateresca en la qual s'intensifica l'ornament escultòric en els cossos superiors rematada en cresteria. El 1556 projectà l'edifici del Col·legi Trilingüe de Salamanca (avui desaparegut), amb traça molt més renaixentista. També va realitzar el Palau dels Guzmanes, a Lleó (1559 - 1566), similar, encara que més sobri, al Palau de Monterrey. La seva obra més coneguda és la façana del Col·legi Major de Sant Ildefons (1551 - 1553), actual rectorat de la Universitat d'Alcalá de Henares, estructurada en tres zones horitzontals: la superior, que compta amb una galeria correguda articulada per columnes rematades en pinacles, i les dues inferiors, més nues, on s'obren buits estendard platerescos de gran plasticitat.
Entre les seves obres destaquen nombroses esglésies en diverses províncies, com l'església de Santiago a Medina de Rioseco - en un darrer estil gòtic tardà -, l'església de Santiago de Càceres, la capella del Degà, a l'antic convent de Sant Francesc a Zamora, obra iniciada pel seu pare i que ell va concloure, l'església de Sant Julià a Toro, l'església de Sant Sebastià a Villacastín i obres a la Catedral de Plasencia, la capella major de la Catedral de Ciudad Rodrigo i la contribució al claustre de la de Santiago.
Va morir a Segòvia el 1577. Les teories d'aquest prolífic autor es van recollir en el text Compendio de architectura y Simetría de los templos del salmantí Simón García, mestre major entre 1667 i 1703 de la Catedral de Salamanca (s'atribueixen a Gil de Hontañón els primers sis capítols).